# Gerhard Wagner (amiral)
Pour les articles homonymes, voir Gerhard Wagner et Wagner.
Gerhard Wagner (né le 23 novembre 1898 à Schwerin et mort le 26 juin 1987 à Altenkirchen) est un officier de marine allemand, tout récemment contre-amiral de la Bundesmarine. 

## Biographie
Le 4 juillet 1916, Wagner s'est engagé dans la marine impériale comme volontaire pendant la Première Guerre mondiale, dans l'attente d'une carrière d'officier de marine. Il étudie initialement à l'Académie navale de Mürwik, puis termine sa formation de base et rejoint  sur le dreadnought SMS Prinzregent Luitpold le 1er novembre 1916. Wagnery y est nommé Fähnrich zur See le 26 avril 1917 et est promu Leutnant zur See le 18 septembre 1918. Il passe les dernières semaines de la guerre sur le SMS König Albert. 
De janvier à juin 1919, Wagner est actif dans le Corps franc de Potsdam puis prend congé du service militaire. Le 1er avril 1921, il est transféré à la Reichsmarine en tant qu'officier de 2e classe au département de la division centrale navale en mer du Nord. Après diverses affectations, Wagner rejoint la direction navale fin juillet 1933 et devient plus tard membre du haut commandement de la Marine en tant que consultant au département des opérations. En même temps, Wagner est également membre de la mission militaire germano-italienne en Espagne en novembre / décembre 1936. Le 4 octobre 1937, il reçoit le commandement du destroyer Z 1 Leberecht Maass en tant que capitaine de corvette. 

### Action Wagner
Au début de la Seconde Guerre mondiale, Wagner est attaché maritime à Madrid. L'Action Wagner porte son nom: de janvier à août 1940, 300 tonnes de matières premières stratégiques, principalement du tungstène, sont exportées vers le Reich allemand depuis l'Espagne. L'exportation est compensée par SOFINDUS contre des armes, des mercenaires et des services de transport fournis par le Reich allemand. Des pièces d'avion sont encore livrées à l'Espagne après le 1er septembre 1939. La part croissante des exportations espagnoles vers le Reich allemand pendant la guerre civile espagnole est principalement réalisée par voie maritime. Au début de la guerre, les Alliés tentent de bloquer ce transport maritime. Au cours de l'Action Wagner, les navires de la marine marchande du Reich allemand, qui se trouvent dans les ports espagnols, battent pavillon et sont en partie transférés à Joan March. 

### Capitulation
Pendant la Seconde Guerre mondiale, Wagner devient chef du département des opérations du commandement naval. À la fin de la guerre, Wagner, avec le commandant en chef de la marine, Hans Georg von Friedeburg, rend visite au commandant en chef britannique, le maréchal Bernard Montgomery, et, après autorisation du dernier président du Reich, Karl Dönitz, accepte de la reddition partielle de la Wehrmacht pour le nord-ouest de l'Allemagne, le Danemark et les Pays-Bas le 4 mai 1945. 

### Après-guerre
Dans l'après-guerre, Wagner est membre de l'équipe historique navale de Bremerhaven, qui travaille pour la marine américaine sur les expériences de guerre des forces navales allemandes. Dans ce contexte, le rapport sur le potentiel de guerre anti-sous-marine soviétique (Un résumé historique des opérations de guerre anti-sous-marine soviétique (ASW) pendant la Seconde Guerre mondiale) est publié en 1949, dans lequel il décrit les missions des sous-marins allemands U 9, U 18, U 19, U 20, U 23, U 24, U 576, U 752, U 986 et U 997 dans les années 1942 à 1945. En 1951, critique de l’essai du vice-amiral Eberhard Weichold sur «Les navires de surface allemands - politique et opérations pendant la Seconde Guerre mondiale» (promulgué dans ONI GHS / 4)  . Dans ce contexte, deux enquêtes, connues sous le nom de mémorandums Bremerhaven ou Wagner, sont menées sur la création d'une nouvelle marine allemande (constitution d'un contingent naval allemand dans le cadre de la participation allemande à la défense de l'Europe occidentale, dit mémorandum de Wagner, mars 1951) et des déclarations de l'expert naval allemand, contre-amiral une.   D. Gerhard Wagner sur les questions de la contribution navale allemande, 8. Février 1952)  . 

### Bundesmarine
Dans la Bundesmarine, Wagner devient l'adjoint de l'inspecteur Friedrich Ruge. Il est le premier officier de pavillon à occuper la position intégrée de l'OTAN du commandant des forces navales d'approche baltique (COMNAVBALTAP) (1961 à 1962), initialement commandant des forces navales alliées de la zone nord de l'Europe centrale (COMNAVNORCHENT). Dans cette fonction, il occupe le rang temporaire de vice-amiral . 

## Littérature
- Dermot Bradley (Hrsg.), Hans H. Hildebrand, Ernest Henriot: Deutschlands Admirale 1849–1945. Die militärischen Werdegänge der See-, Ingenieur-, Sanitäts-, Waffen- und Verwaltungsoffiziere im Admiralsrang. Band 3: P–Z. Biblio Verlag. Osnabrück 1990,  (ISBN 3-7648-2482-4), S. 500–501.